# Liste der Staatsoberhäupter von Fidschi
Dies ist eine Liste der Staatsoberhäupter von Fidschi.

## Könige von Fidschi
| # | Foto                 | Name                         | Amtsantritt      | Amtsaustritt     | Anmerkungen                              |
| - | -------------------- | ---------------------------- | ---------------- | ---------------- | ---------------------------------------- |
| 1 | Seru Epenisa Cakobau | Seru Epenisa Cakobau (König) | 5. Juni 1871     | 10. Oktober 1874 |                                          |
| 2 | Elisabeth II.        | Elisabeth II. (Königin)      | 10. Oktober 1970 | 6. Oktober 1987  | wurde von Generalgouverneuren vertreten. |

## Präsidenten der Republik Fidschi
| #   | Foto                 | Name                                                | Amtsantritt            | Amtsaustritt      | Partei            |
| --- | -------------------- | --------------------------------------------------- | ---------------------- | ----------------- | ----------------- |
| −   |                      | Sitiveni Rabuka (kommissarisches Staatsoberhaupt)   | 7. Oktober 1987        | 5. Dezember 1987  | Militär           |
| 1   | Penaia Ganilau       | Penaia Ganilau (Staatspräsident)                    | 5. Dezember 1987       | 15. Dezember 1993 | Unabhängig        |
| 2   | Kamisese Mara        | Kamisese Mara (Staatspräsident)                     | 15. Dezember 1993      | 29. Mai 2000      | Unabhängig        |
| −   | Frank Bainimarama    | Frank Bainimarama (kommissarisches Staatsoberhaupt) | 29. Mai 2000           | 13. Juli 2000     | Militär           |
| 3   | Josefa Iloilo        | Josefa Iloilo (Staatspräsident)                     | 13. Juli 2000          | 5. Dezember 2006  | Unabhängig        |
| −   | Frank Bainimarama    | Frank Bainimarama (kommissarisches Staatsoberhaupt) | 5. Dezember 2006       | 4. Januar 2007    | Militär           |
| (3) | Josefa Iloilo        | Josefa Iloilo (Staatspräsident)                     | 4. Januar 2007         | 30. Juli 2009     | Unabhängig        |
| 4   | Epeli Nailatikau     | Epeli Nailatikau (Staatspräsident)                  | 30. Juli 2009          | 12. November 2015 | Unabhängig        |
| 5   | George Konrote       | George Konrote (Staatspräsident)                    | 12. November 2015      | 12. November 2021 | FijiFirst         |
| 6   | Wiliame Katonivere   | Wiliame Katonivere (Staatspräsident)                | 12. November 2021      | 12. November 2024 | FijiFirst         |
| 7   | Naiqama Lalabalavu p | Naiqama Lalabalavu (Staatspräsident)                | seit 12. November 2024 |                   | People's Alliance |